# CHST4
CHST4 (англ. Carbohydrate sulfotransferase 4) – білок, який кодується однойменним геном, розташованим у людей на короткому плечі 16-ї хромосоми. Довжина поліпептидного ланцюга білка становить 386 амінокислот, а молекулярна маса — 45 134.
| 10         |  | 20         |  | 30         |  | 40         |  | 50         |
| ---------- |  | ---------- |  | ---------- |  | ---------- |  | ---------- |
| MLLPKKMKLL |  | LFLVSQMAIL |  | ALFFHMYSHN |  | ISSLSMKAQP |  | ERMHVLVLSS |
| WRSGSSFVGQ |  | LFGQHPDVFY |  | LMEPAWHVWM |  | TFKQSTAWML |  | HMAVRDLIRA |
| VFLCDMSVFD |  | AYMEPGPRRQ |  | SSLFQWENSR |  | ALCSAPACDI |  | IPQDEIIPRA |
| HCRLLCSQQP |  | FEVVEKACRS |  | YSHVVLKEVR |  | FFNLQSLYPL |  | LKDPSLNLHI |
| VHLVRDPRAV |  | FRSRERTKGD |  | LMIDSRIVMG |  | QHEQKLKKED |  | QPYYVMQVIC |
| QSQLEIYKTI |  | QSLPKALQER |  | YLLVRYEDLA |  | RAPVAQTSRM |  | YEFVGLEFLP |
| HLQTWVHNIT |  | RGKGMGDHAF |  | HTNARDALNV |  | SQAWRWSLPY |  | EKVSRLQKAC |
| GDAMNLLGYR |  | HVRSEQEQRN |  | LLLDLLSTWT |  | VPEQIH     |  |            |

A: Аланін

C: Цистеїн

D: Аспарагінова кислота

E: Глутамінова кислота

F: Фенілаланін

G: Гліцин

H: Гістидин

I: Ізолейцин

K: Лізин

L: Лейцин

M: Метіонін

N: Аспарагін

P: Пролін

Q: Глутамін

R: Аргінін

S: Серин

T: Треонін

V: Валін

W: Триптофан

Кодований геном білок за функцією належить до трансфераз. 
Задіяний у таких біологічних процесах, як запальна відповідь, вуглеводний обмін. 
Локалізований у мембрані, апараті гольджі.